# The House of the Dead: Remake
The House of the Dead: Remake ist ein 2022 erschienenes Lightgun-Shooter-Computerspiel von Sega. Es handelt sich um ein Remake von The House of the Dead von 1996.

## Inhalt
1998 müssen die zwei Agenten namens Rogan und G dem mysteriösen Verschwinden mehrerer Personen auf den Grund gehen, das mit einem verlassenen alten Herrenhaus in Zusammenhang zu stehen scheint. Die Agenten vermuten, dass das Haus von Curien, einem verrückten Wissenschaftler bewohnt wird, der für seine gefährlichen, unmenschlichen Experimente berüchtigt ist. Die Agenten stoßen bald auf das Ergebnis der Experimente. Es sind biologisch erschaffene und manipulierte, blutdürstende Zombies.
Rogan und G müssen ihren Verstand und ihre Waffen gebrauchen, um Curien zu finden und aufzuhalten, bevor seine Zombies die Zivilisation in Gefahr bringen können. Rogans Motive sind indes persönlicher Natur, da seine Freundin Sophie sich unter den Vermissten befindet.

## Spielprinzip
Wie in den anderen Teilen handelt es sich um einen sogenannten Rail Shooter. Das Spiel wird mit den Joy-Con der Switch oder mit dem Gamepad alleine oder zu zweit gespielt. Die Bewegung innerhalb der dreidimensionalen Spielwelt erfolgt dabei automatisch, die Spieler müssen lediglich (aus der Sicht der Agenten) die auftauchenden Gegner unter Beschuss nehmen. Um Verletzungen durch gegnerische Attacken zu entgehen, sind präzises Zielen, gute Reaktionen und ein schneller Finger am Abzug gefragt.

## Veröffentlichung
Im April 2021 wurde bekannt gegeben, dass ein Remake des Spiels für Nintendo Switch erscheinen soll. The House of the Dead: Remake wurde von MegaPixel Studio entwickelt und von Forever Entertainment veröffentlicht. Das Spiel erschien am 7. April 2022 für die Nintendo Switch. Am 28. April 2022 kam es für die Microsoft Windows, PlayStation 4, Stadia und Xbox One. Eine Xbox-Series-X-Version kam am 23. September 2022 heraus.

## Rezeption
The House of the Dead: Remake erhielt gemischte Bewertungen.

„Im aktuellen Zustand fällt der Light Gun Shooter leider inhaltlich und technisch durch. Habt ihr eine Freundin oder einen Freund zur Hand, kann The House of the Dead: Remake aber durchaus ein oder zwei lustige Stunden ins Wohnzimmer holen.“

“The House of the Dead: Remake can be an enjoyable return to the classic arcade rail shooter, but performance hiccups and frustrating controls are scarier enemies than the zombies themselves.”

„The House of the Dead: Remake kann eine unterhaltsame Rückkehr zum klassischen Arcade-Rail-Shooter sein, aber Leistungseinbußen und frustrierende Steuerung sind gruseligere Feinde als die Zombies selbst.“

“The House of the Dead: Remake gives the classic zombie-shooting game a frightfully fresh coat of paint, but its arcade roots create new problems as a home console release.”

„The House of the Dead: Remake verleiht dem klassischen Zombie-Schießspiel einen erschreckend frischen Anstrich, aber seine Arcade-Wurzeln sorgen als Veröffentlichung für eine Heimkonsole für neue Probleme.“